# Moataz Ifaoui
Moataz Ifaoui, född 25 april 2006, är en tunisisk taekwondoutövare. 

## Karriär
I november 2023 tog Ifaoui brons i 87 kg-klassen vid afrikanska mästerskapen i Abidjan. I mars 2024 tog han silver i 87 kg-klassen vid afrikanska spelen i Accra efter en finalförlust mot egyptiska Ahmad Rawy.